# Abborrtjärnen (Lycksele socken, Lappland, 714752-163523)
Abborrtjärnen är en sjö i Lycksele kommun i Lappland och ingår i Öreälvens huvudavrinningsområde.